# Synchroonzwemmen op de Olympische Zomerspelen 1988 – Solo
Het onderdeel solo van het synchroonzwemmen op de Olympische Zomerspelen 1988 in Seoel vond plaats op 26, 28 (kwalificatie) en 30 september (finale), in het Jamsil Indoor Swimming Pool. Het goud was voor de Canadees Carolyn Waldo, zilver ging naar de Amerikaan Tracie Ruiz-Conforto en de Japanse Mikako Kotani won het brons.

In totaal 46 deelnemers deden mee aan een voorronde met een technische routine. De beste 18 deelnemers deden vervolgens een vrije kür, waarbij slechts één deelnemer per land aan deze fase mocht deelnemen. Op 26 augustus vonden de verplichte oefeningen plaats, die kwalificaties vormden voor de wedstrijden in zowel de individuele als de duet discipline. De beste acht deelnemers van de voorronde en de vrije kür namen deel aan de finale, die bestond uit de technische routine en nog een vrije kür.

## Uitslag
De vijftig solisten aan de voorronde van de technische routine, hier aangegeven met groen, gingen door naar de kwalificatie.
| Rang   | Naam                    | Land             | Voorronde | Voorronde | Kwalificatie  | Kwalificatie  | Finale        | Finale        |
| Rang   | Naam                    | Land             | Punten    | Rang      | Punten        | Rang          | Punten        | Rang          |
| ------ | ----------------------- | ---------------- | --------- | --------- | ------------- | ------------- | ------------- | ------------- |
| Goud   | Carolyn Waldo           | Canada           | 101,150   | 1         | 199,350       | 1             | 200,150       | 1             |
| Zilver | Tracie Ruiz-Conforto    | Verenigde Staten | 98,633    | 2         | 197,033       | 2             | 197,633       | 2             |
| Brons  | Mikako Kotani           | Japan            | 94,250    | 6         | 191,250       | 3             | 191,850       | 3             |
| 4      | Muriel Hermine          | Frankrijk        | 93,500    | 7         | 189,100       | 4             | 190,100       | 4             |
| 5      | Karin Singer            | Zwitserland      | 90,600    | 10        | 185,000       | 5             | 185,600       | 5             |
| 6      | Nicola Shearn           | Groot-Brittannië | 88,733    | 13        | 181,333       | 6             | 181,933       | 6             |
| 7      | Christina Thalassinidou | Sovjet-Unie      | 87,050    | 18        | 180,650       | 7             | 180,650       | 7             |
| 8      | Gerlind Scheller        | Duitsland        | 85,583    | 19        | 174,183       | 8             | 175,983       | 8             |
| 9      | Marie Jacobsson         | Zweden           | 84,800    | 20        | 172,800       | 9             | Uitgeschakeld | Uitgeschakeld |
| 10     | Lourdes Candini         | Mexico           | 84,533    | 23        | 172,533       | 10            | Uitgeschakeld | Uitgeschakeld |
| 11     | Zhang Ying              | China            | 81,150    | 34        | 170,750       | 11            | Uitgeschakeld | Uitgeschakeld |
| 12     | Ha Soo-kyung            | Zuid-Korea       | 80,750    | 35        | 169,950       | 12            | Uitgeschakeld | Uitgeschakeld |
| 13     | María Elena Giusti      | Venezuela        | 83,733    | 26        | 169,333       | 13            | Uitgeschakeld | Uitgeschakeld |
| 14     | Eva López               | Spanje           | 78,983    | 39        | 167,383       | 14            | Uitgeschakeld | Uitgeschakeld |
| 15     | Paula Carvalho          | Brazilië         | 82,517    | 30        | 166,317       | 15            | Uitgeschakeld | Uitgeschakeld |
| 16     | Lisa Lieschke           | Australië        | 80,433    | 36        | 165,633       | 16            | Uitgeschakeld | Uitgeschakeld |
| 17     | Patricia Serneels       | België           | 78,750    | 41        | 164,550       | 17            | Uitgeschakeld | Uitgeschakeld |
| 18     | Roswitha Lopez          | Aruba            | 70,483    | 45        | 150,683       | 18            | Uitgeschakeld | Uitgeschakeld |
| 19     | Sarah Josephson         | Verenigde Staten | 98,000    | 3         | Uitgeschakeld | Uitgeschakeld | Uitgeschakeld | Uitgeschakeld |
| 20     | Karen Josephson         | Verenigde Staten | 97,367    | 4         | Uitgeschakeld | Uitgeschakeld | Uitgeschakeld | Uitgeschakeld |
| 21     | Michelle Cameron        | Canada           | 96,683    | 5         | Uitgeschakeld | Uitgeschakeld | Uitgeschakeld | Uitgeschakeld |
| 22     | Karin Larsen            | Canada           | 92,250    | 8         | Uitgeschakeld | Uitgeschakeld | Uitgeschakeld | Uitgeschakeld |
| 23     | Miyako Tanaka           | Japan            | 91,267    | 9         | Uitgeschakeld | Uitgeschakeld | Uitgeschakeld | Uitgeschakeld |
| 24     | Tatjana Titowa          | Sovjet-Unie      | 89,333    | 11        | Uitgeschakeld | Uitgeschakeld | Uitgeschakeld | Uitgeschakeld |
| 25     | Karine Schuler          | Frankrijk        | 89,050    | 12        | Uitgeschakeld | Uitgeschakeld | Uitgeschakeld | Uitgeschakeld |
| 26     | Megumi Ito              | Japan            | 88,517    | 14        | Uitgeschakeld | Uitgeschakeld | Uitgeschakeld | Uitgeschakeld |
| 27     | Anne Capron             | Frankrijk        | 88,133    | 15        | Uitgeschakeld | Uitgeschakeld | Uitgeschakeld | Uitgeschakeld |
| 28     | Mariya Chernyayeva      | Sovjet-Unie      | 88,000    | 16        | Uitgeschakeld | Uitgeschakeld | Uitgeschakeld | Uitgeschakeld |
| 29     | Edith Boss              | Zwitserland      | 87,300    | 17        | Uitgeschakeld | Uitgeschakeld | Uitgeschakeld | Uitgeschakeld |
| 30     | Sonia Cárdenas          | Mexico           | 84,733    | 21        | Uitgeschakeld | Uitgeschakeld | Uitgeschakeld | Uitgeschakeld |
| 30     | Érika McDavid           | Brazilië         | 84,733    | 21        | Uitgeschakeld | Uitgeschakeld | Uitgeschakeld | Uitgeschakeld |
| 32     | Claudia Peczinka        | Zwitserland      | 84,067    | 24        | Uitgeschakeld | Uitgeschakeld | Uitgeschakeld | Uitgeschakeld |
| 33     | Lian Goodwin            | Groot-Brittannië | 83,817    | 25        | Uitgeschakeld | Uitgeschakeld | Uitgeschakeld | Uitgeschakeld |
| 34     | Kim Mijinsu             | Zuid-Korea       | 83,650    | 27        | Uitgeschakeld | Uitgeschakeld | Uitgeschakeld | Uitgeschakeld |
| 35     | Tan Min                 | China            | 83,600    | 28        | Uitgeschakeld | Uitgeschakeld | Uitgeschakeld | Uitgeschakeld |
| 36     | Susana Candini          | Mexico           | 83,067    | 29        | Uitgeschakeld | Uitgeschakeld | Uitgeschakeld | Uitgeschakeld |
| 37     | Eva Riera               | Brazilië         | 82,117    | 31        | Uitgeschakeld | Uitgeschakeld | Uitgeschakeld | Uitgeschakeld |
| 38     | Heike Friedrich         | Duitsland        | 82,000    | 32        | Uitgeschakeld | Uitgeschakeld | Uitgeschakeld | Uitgeschakeld |
| 39     | Luo Xi                  | China            | 81,883    | 33        | Uitgeschakeld | Uitgeschakeld | Uitgeschakeld | Uitgeschakeld |
| 40     | Doris Eisenhofer        | Duitsland        | 80,433    | 36        | Uitgeschakeld | Uitgeschakeld | Uitgeschakeld | Uitgeschakeld |
| 41     | Choi Jeong-yun          | Zuid-Korea       | 79,150    | 38        | Uitgeschakeld | Uitgeschakeld | Uitgeschakeld | Uitgeschakeld |
| 42     | Semon Rohloff           | Australië        | 78,850    | 40        | Uitgeschakeld | Uitgeschakeld | Uitgeschakeld | Uitgeschakeld |
| 43     | Núria Ayala             | Spanje           | 75,967    | 42        | Uitgeschakeld | Uitgeschakeld | Uitgeschakeld | Uitgeschakeld |
| 44     | Yvette Thuis            | Aruba            | 74,266    | 43        | Uitgeschakeld | Uitgeschakeld | Uitgeschakeld | Uitgeschakeld |
| 45     | Marta Amorós            | Spanje           | 74,100    | 44        | Uitgeschakeld | Uitgeschakeld | Uitgeschakeld | Uitgeschakeld |
| 46     | Joanne Seeburg          | Groot-Brittannië | DNF       | DNF       | DNF           | DNF           | DNF           | DNF           |